# Praterstern (metropolitana di Vienna)
Praterstern è una stazione delle linea U1 e U2 della metropolitana di Vienna, situata nel 2º distretto (Leopoldstadt).

## Descrizione
La stazione è entrata in servizio il 18 febbraio 1981, nel contesto del prolungamento della linea U1 da Nestroyplatz, e si trova sotto la piazza del Praterstern. Inizialmente la stazione era dotata solo di un'unica banchina centrale; a causa dell'elevato numero di passeggeri e in previsione della realizzazione della fermata della linea U2, tra il 2001 e il 2003 la banchina centrale è stata sostituita da due banchine laterali; in concomitanza venne aperto un nuovo ingresso verso Lassallestraße.
A partire dal 10 maggio 2008 alla stazione fremano anche i treni della linea U2, a cui si accede direttamente dalla sovrastante stazione di Vienna Praterstern tramite un ingresso verso il Vorlksprater. Le banchine della linea U2 si trovano più a sud di quelli della U1 e si estendono dal piazzale di fronte al monumento Tegetthoff fino all'inizio della Ausstellungsstraße. La stazione della linea U2 è illuminata dalla luce diurna tramite cupole in vetro poste sulla superficie.
Il lungo corridoio di collegamento tra le stazioni U1 e U2 è stato decorato nel 2008 con il murale smaltato Einen Traum träumen (Sognando un sogno) dell'artista Susanne Zemrosser e dipinto a mano da Ernesto Müller e Martina Schatz. Il dipinto lungo 50,6 m e alto 2,5 m metri è riconosciuto nel Guinness dei primati come l'opera d'arte su piastrelle più lunga del mondo.

## Ingressi
- Lassallestraße
- Stazione di Vienna Praterstern
- Praterstraße
- Nordbahnstraße
- Volksprater